# 薩勒耶爾
薩勒耶爾（土耳其語：Sarıyer）是土耳其伊斯坦堡的三十九個區之一，位在博斯普魯斯海峽西岸，屬於伊斯坦堡的歐洲部份，人口大約35萬人。著名的如梅利堡壘位於此區。

薩勒耶爾區